# Rue des Sources (Les Sables-d'Olonne)
Pour les articles homonymes, voir Rue des Sources.
La rue des Sources est une voie de la commune française des Sables-d’Olonne.

## Situation et accès
Elle débute rue des Sables et se termine rue Paul-Bert.

## Historique
À la suite de la création de la commune nouvelle des Sables-d'Olonne le 1er janvier 2019, la rue de la Vallée est renommée — au même titre que 61 communes d’Olonne-sur-Mer — et devient la rue des Ruppias (orthographié initialement Rupias,), afin d’éviter la confusion avec la rue Auguste Vallée, au Château d'Olonne. Le 4 mars 2019, son nom est à nouveau changé en rue des Ruppias Maritimes sur décision du conseil municipal de la commune. Finalement, ce dernier se ravise et opte, le 8 juin 2020, pour la rue des Sources, son quatrième nom depuis la fin 2018.